# Inkolát
Inkolát (z lat. incola, usedlý obyvatel), někdy také indigenát, byl pojem středoevropského, českého a rakouského stavovského práva a označoval příslušnost mezi plnoprávné domácí šlechtické rody, jakousi středověkou obdobu šlechtického občanství.
Inkolát zařazoval svého nositele mezi „zemskou šlechtu“ v zemích České koruny (kromě obojí Lužice) a v Rakousku; opravňoval mimo jiné k nabývání deskových statků, tj. významných nemovitostí. Teprve držitel takového statku byl oprávněn účastnit se zemských sněmů a ucházet se o zemské úřady.
Inkolát se získával narozením nebo výslovným udělením, o němž v Čechách od korunovace Jana Lucemburského roku 1310 až do stavovského povstání roku 1618 rozhodoval výhradně Český zemský sněm. Od Obnoveného zřízení zemského (1627) jej udílel panovník. Se zrušením stavovského zřízení v Rakousku roku 1848 ztratil inkolát praktický význam.

## Příklady získání českého inkolátu
| Český inkolát | Český inkolát     | Český inkolát | Český inkolát |
| Rok získání   | Rod               | Osobnost      |               |
| ------------- | ----------------- | ------------- | ------------- |
| 1623          | Serényiové        |               |               |
| 1652          | Paarové           |               |               |
| 1710          | Seilern-Aspangové |               |               |
| 1843          | Pallaviciniové    |               |               |

## Příklady získání moravského inkolátu
| Rakouský inkolát | Rakouský inkolát | Rakouský inkolát  | Rakouský inkolát |
| Rok získání      | Rod              | Osobnost          |                  |
| ---------------- | ---------------- | ----------------- | ---------------- |
| 1593             | Serényiové       | František Serényi |                  |

## Příklady získání rakouského inkolátu
| Rakouský inkolát | Rakouský inkolát | Rakouský inkolát                                                             | Rakouský inkolát |
| Rok získání      | Rod              | Osobnost                                                                     |                  |
| ---------------- | ---------------- | ---------------------------------------------------------------------------- | ---------------- |
| 1808             | Rohanové         | Jindřich Ludvík z Rohanu a jeho tři synové, mezi nimi Charles Alain z Rohanu |                  |

## Příklady získání uherského indigenátu
| Uherský indigenát | Uherský indigenát | Uherský indigenát | Uherský indigenát |
| Rok získání       | Rod               | Osobnost          |                   |
| ----------------- | ----------------- | ----------------- | ----------------- |
| 1803              | Pallaviciniové    |                   |                   |